# Marah
Marah es un género con 14 especies de plantas con flores perteneciente a la familia Cucurbitaceae. Es nativo del oeste de América del Norte. 
Son plantas perennes, con una gran raíz tuberosa. La mayoría tienen sólidos y peludos tallos, con zarcillos espirales que les permiten subir a otras plantas, y que también puede crecer rápidamente en el suelo. Sus hojas suelen tener múltiples lóbulos,  hasta 7 en algunas especies.  Los frutos son llamativos y fácilmente reconocibles. Son grandes y esféricos, ovales o cilíndricos. Como mínimo tienen 3 cm de diámetro, pero puede ser de hasta 20 cm de largo, y, en muchas especies con largas espinas.  Tanto la forma de la hoja y el fruto varían mucho entre las distintas plantas y las hojas pueden ser especialmente variable, incluso en la misma vid.

## Especies seleccionadas
| - Marah fabacea - Marah gilensis - Marah guadalupensis - Marah horridus - Marah inermis - Marah leptocarpa - Marah macrocarpa | - Marah major - Marah micranthus - Marah minima - Marah muricatus - Marah oregana - Marah rusbyi - Marah wsonii |

## Sinonimia]]
- Megarrhiza